# Kaat Hannes
Kaat Hannes (Herentals, 21 november 1991) is een Belgische voormalig wielrenster. Zij was actief op de weg, in het veld en met mountainbike. Haar belangrijkste overwinning was het Belgisch kampioenschap op de weg op zondag 26 juni 2016 in Lacs de l'Eau d'Heure. Ze reed voor de wielerploegen Lensworld.eu - Zannata, Lotto Belisol Ladies, Topsport Vlaanderen-Pro-Duo en Doltcini-Van Eyck Sport.
Hannes werd in 2014 en 2018 Belgisch kampioene bij de militairen op de weg en met mountainbike. In 2013 en 2018 werd ze vijfde op het Belgisch kampioenschap wielrennen voor dames elite. In 2013 werd ze tiende op het Europese kampioenschappen wielrennen voor beloften. Namens België kwam Hannes uit op het WK 2012 in Valkenburg, het WK 2015 in het Amerikaanse Richmond en WK 2018 in het Oostenrijkse Innsbruck, maar haalde telkens de finish niet.
In 2016 werd Hannes derde in de slotrit van de Lotto Belgium Tour op de Vesten in Geraardsbergen. In 2018 won ze de slotetappe in de Tsjechische rittenkoers Gracia Orlová. In 2018 en 2019 behaalde ze ereplaatsen in een andere Tsjechische wedstrijd Tour de Feminin - O cenu Českého Švýcarska. Na het Belgisch kampioenschap in september 2020 besloot ze de fiets aan de wilgen te hangen vanwege een liesblessure. Ze ging verder als ploegleidster bij de opleidingsploeg van Doltcini-Van Eyck Sport.

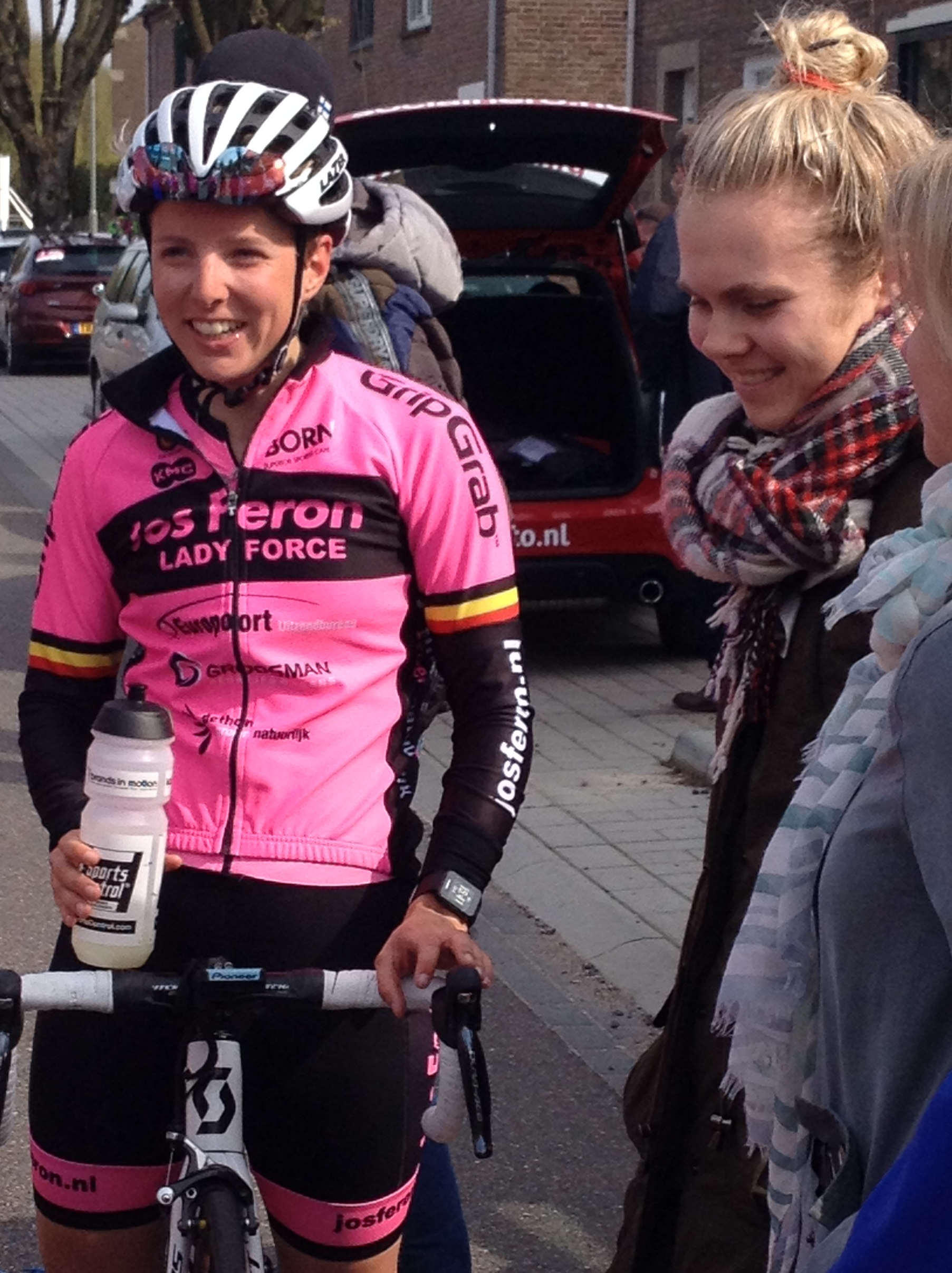
Kaat Hannes en Laura Verdonschot (2019)

Hannes is getrouwd met veldrijdster Laura Verdonschot.

## Resultaten
2008
- Belgisch kampioenschap wielrennen voor dames junioren

2009
- Belgisch kampioenschap tijdrijden voor dames junioren

2010
- 25e op Belgisch kampioenschap op de weg

2011
- 28e op Belgisch kampioenschap op de weg

2012
- 10e op WK Ploegentijdrit in Valkenburg
- 10e op Belgisch kampioenschap op de weg

2013
- 5e op Belgisch kampioenschap op de weg
- 10e op EK op de weg in Olomouc
- 12e op Belgisch kampioenschap tijdrijden

2014
- Belgisch kampioene bij de militairen, op de weg
- Belgisch kampioene bij de militairen, mountainbike
- 17e op Belgisch kampioenschap op de weg

2015
- 23e op Belgisch kampioenschap op de weg

2016
- Belgisch kampioenschap op de weg
- 3e in 3e etappe Lotto Belgium Tour

2018
- 1e in 5e etappe Gracia Orlová
- 3e in 4e etappe Tour de Feminin - O cenu Českého Švýcarska
- 5e op Belgisch kampioenschap op de weg

2019
- 2e in 1e etappe Tour de Feminin - O cenu Českého Švýcarska